# 서푼짜리 극장
《서푼짜리 극장》(영어: Nickelodeon)은 미국에서 제작된 피터 보그다너비치 감독의 1976년 코미디 영화이다. 라이언 오닐 등이 출연하였고, 로버트 차토프 등이 제작에 참여하였다.

## 출연진
- 라이언 오닐
- 버트 레이놀즈
- 테이텀 오닐
- 브라이언 키스
- 스텔라 스티븐스
- 존 리터
- 브라이언 제임스
- 로렌조 뮤직
- 제프리 바이런
- 프리실라 포인터
- 프랭크 마셜
- 해리 케리 주니어
- 제임스 베스트
- 조지 게인스
- M. 에밋 월시
- 미리엄 버드네더리
- 그리핀 오닐
- 해밀턴 캠프

## 기타 제작진
- 의상: 시어도라 밴렁클